# Grand Prix Cycliste de Québec 2024
Grand Prix Cycliste de Québec 2024 – 13. edycja wyścigu kolarskiego Grand Prix Cycliste de Québec, która odbyła się 13 września 2024 na liczącej niespełna 202 kilometry trasie wokół miasta Quebec. Impreza kategorii 1.UWT była częścią UCI World Tour 2024.

## Uczestnicy

### Drużyny
| WorldTeams (18)- Alpecin-Deceuninck - Arkéa-B&B Hotels - Astana Qazaqstan Team - Bahrain Victorious - Red Bull-Bora-Hansgrohe - Cofidis - Decathlon-AG2R La Mondiale - EF Education-EasyPost - Groupama-FDJ - Ineos Grenadiers - Intermarché-Wanty - Lidl-Trek - Movistar Team - Team dsm-firmenich PostNL - Soudal Quick-Step - Team Jayco AlUla - Team Visma \| Lease a Bike - UAE Team Emirates ProTeams (5)- Lotto Dstny - Israel-Premier Tech - Uno-X Mobility - Tudor Pro Cycling Team - Team Novo Nordisk Reprezentacja- Kanada |
| |

### Lista startowa
| Lotto Dstny LTD | Lotto Dstny LTD          | Lotto Dstny LTD |
| --------------- | ------------------------ | --------------- |
| Nr              | Kolarz                   | Miejsce         |
| 1               | Arnaud De Lie (BEL)      | 13.             |
| 2               | Logan Currie (NZL)       | DNF             |
| 3               | Jenno Berckmoes (BEL)    | 51.             |
| 4               | Maxim Van Gils (BEL)     | 53.             |
| 5               | Sébastien Grignard (BEL) | 125.            |
| 6               | Brent Van Moer (BEL)     | 102.            |
| 7               | Florian Vermeersch (BEL) | 101.            |

| UAE Team Emirates UAD | UAE Team Emirates UAD   | UAE Team Emirates UAD |
| --------------------- | ----------------------- | --------------------- |
| Nr                    | Kolarz                  | Miejsce               |
| 11                    | Tadej Pogačar (SLO)     | 7.                    |
| 12                    | Igor Arrieta (ESP)      | DNF                   |
| 13                    | Juan Ayuso (ESP)        | 89.                   |
| 14                    | Finn Fisher-Black (NZL) | DNF                   |
| 15                    | Rafał Majka (POL)       | 123.                  |
| 16                    | Domen Novak (SLO)       | DNF                   |
| 17                    | Tim Wellens (BEL)       | 88.                   |

| Team Visma \| Lease a Bike TVL | Team Visma \| Lease a Bike TVL | Team Visma \| Lease a Bike TVL |
| ------------------------------ | ------------------------------ | ------------------------------ |
| Nr                             | Kolarz                         | Miejsce                        |
| 21                             | Matteo Jorgenson (USA)         | 35.                            |
| 22                             | Tiesj Benoot (BEL)             | 4.                             |
| 23                             | Wilco Kelderman (NED)          | 21.                            |
| 24                             | Bart Lemmen (NED)              | 71.                            |
| 25                             | Per Strand Hagenes (NOR)       | 5.                             |
| 26                             | Jan Tratnik (SLO)              | 72.                            |
| 27                             | Milan Vader (NED)              | 68.                            |

| Ineos Grenadiers IGD | Ineos Grenadiers IGD   | Ineos Grenadiers IGD |
| -------------------- | ---------------------- | -------------------- |
| Nr                   | Kolarz                 | Miejsce              |
| 31                   | Laurens De Plus (BEL)  | 86.                  |
| 32                   | Andrew August (USA)    | 82.                  |
| 33                   | Connor Swift (GBR)     | DNF                  |
| 34                   | Ben Swift (GBR)        | 69.                  |
| 35                   | Michael Leonard (CAN)  | 117.                 |
| 36                   | Artem Shmidt (USA)     | 95.                  |
| 37                   | Magnus Sheffield (USA) | 50.                  |

| Soudal Quick-Step SOQ | Soudal Quick-Step SOQ    | Soudal Quick-Step SOQ |
| --------------------- | ------------------------ | --------------------- |
| Nr                    | Kolarz                   | Miejsce               |
| 41                    | Julian Alaphilippe (FRA) | 81.                   |
| 42                    | Gil Gelders (BEL)        | 78.                   |
| 43                    | Antoine Huby (FRA)       | 106.                  |
| 44                    | Luke Lamperti (USA)      | 11.                   |
| 45                    | Fausto Masnada (ITA)     | 77.                   |
| 46                    | Pieter Serry (BEL)       | DNF                   |
| 47                    | Ilan Van Wilder (BEL)    | 34.                   |

| Lidl-Trek LTK | Lidl-Trek LTK        | Lidl-Trek LTK |
| ------------- | -------------------- | ------------- |
| Nr            | Kolarz               | Miejsce       |
| 51            | Toms Skujiņš (LAT)   | 22.           |
| 52            | Andrea Bagioli (ITA) | 25.           |
| 53            | Julien Bernard (FRA) | 79.           |
| 54            | Patrick Konrad (AUT) | 100.          |
| 55            | Dario Cataldo (ITA)  | DNF           |
| 56            | Bauke Mollema (NED)  | 6.            |
| 57            | Quinn Simmons (USA)  | 24.           |

| Decathlon-AG2R La Mondiale DAT | Decathlon-AG2R La Mondiale DAT | Decathlon-AG2R La Mondiale DAT |
| ------------------------------ | ------------------------------ | ------------------------------ |
| Nr                             | Kolarz                         | Miejsce                        |
| 61                             | Paul Lapeira (FRA)             | 49.                            |
| 62                             | Alex Baudin (FRA)              | 14.                            |
| 63                             | Stan Dewulf (BEL)              | 55.                            |
| 64                             | Dorian Godon (FRA)             | 56.                            |
| 65                             | Dries De Bondt (BEL)           | 93.                            |
| 66                             | Aurélien Paret-Peintre (FRA)   | 46.                            |
| 67                             | Larry Warbasse (USA)           | 47.                            |

| Red Bull-Bora-Hansgrohe RBH | Red Bull-Bora-Hansgrohe RBH | Red Bull-Bora-Hansgrohe RBH |
| --------------------------- | --------------------------- | --------------------------- |
| Nr                          | Kolarz                      | Miejsce                     |
| 71                          | Jai Hindley (AUS)           | 42.                         |
| 72                          | Sergio Higuita (COL)        | 28.                         |
| 73                          | Bob Jungels (LUX)           | 43.                         |
| 74                          | Jonas Koch (GER)            | 48.                         |
| 75                          | Maximilian Schachmann (GER) | 27.                         |
| 76                          | Matteo Sobrero (ITA)        | 87.                         |
| 77                          | Frederik Wandahl (DEN)      | 16.                         |

| Alpecin-Deceuninck ADC | Alpecin-Deceuninck ADC      | Alpecin-Deceuninck ADC |
| ---------------------- | --------------------------- | ---------------------- |
| Nr                     | Kolarz                      | Miejsce                |
| 81                     | Axel Laurance (FRA)         | DNF                    |
| 82                     | Tobias Bayer (AUT)          | 75.                    |
| 83                     | Michael Gogl (AUT)          | 113.                   |
| 84                     | Henri Uhlig (GER)           | 112.                   |
| 85                     | Fabio Van den Bossche (BEL) | 120.                   |
| 86                     | Stan Van Tricht (BEL)       | 91.                    |
| 87                     | Gianni Vermeersch (BEL)     | 12.                    |

| Groupama-FDJ GFC | Groupama-FDJ GFC       | Groupama-FDJ GFC |
| ---------------- | ---------------------- | ---------------- |
| Nr               | Kolarz                 | Miejsce          |
| 91               | Valentin Madouas (FRA) | 36.              |
| 92               | Olivier Le Gac (FRA)   | 85.              |
| 93               | Romain Grégoire (FRA)  | 19.              |
| 94               | Thibaud Gruel (FRA)    | 74.              |
| 95               | Rudy Molard (FRA)      | 3.               |
| 96               | Enzo Paleni (FRA)      | DNF              |
| 97               | Clément Russo (FRA)    | 116.             |

| EF Education-EasyPost EFE | EF Education-EasyPost EFE   | EF Education-EasyPost EFE |
| ------------------------- | --------------------------- | ------------------------- |
| Nr                        | Kolarz                      | Miejsce                   |
| 101                       | Ben Healy (IRL)             | DNF                       |
| 102                       | Mikkel Frølich Honoré (DEN) | 29.                       |
| 103                       | Lukas Nerurkar (GBR)        | 38.                       |
| 104                       | Neilson Powless (USA)       | 8.                        |
| 105                       | Sean Quinn (USA)            | 61.                       |
| 106                       | Stefan de Bod (RSA)         | 108.                      |
| 107                       | Michael Valgren (DEN)       | 111.                      |

| Bahrain Victorious TBV | Bahrain Victorious TBV  | Bahrain Victorious TBV |
| ---------------------- | ----------------------- | ---------------------- |
| Nr                     | Kolarz                  | Miejsce                |
| 111                    | Matej Mohorič (SLO)     | 30.                    |
| 112                    | Nikias Arndt (GER)      | DNF                    |
| 113                    | Pello Bilbao (ESP)      | 9.                     |
| 114                    | Santiago Buitrago (COL) | 83.                    |
| 115                    | Nicolo Buratti (ITA)    | 92.                    |
| 116                    | Matevž Govekar (SLO)    | DNF                    |
| 117                    | Edoardo Zambanini (ITA) | 10.                    |

| Movistar Team MOV | Movistar Team MOV         | Movistar Team MOV |
| ----------------- | ------------------------- | ----------------- |
| Nr                | Kolarz                    | Miejsce           |
| 121               | Alex Aranburu (ESP)       | 37.               |
| 122               | Jon Barrenetxea (ESP)     | 23.               |
| 123               | Iván García Cortina (ESP) | 32.               |
| 124               | Ruben Guerreiro (POR)     | 15.               |
| 125               | Johan Jacobs (SUI)        | 103.              |
| 126               | Sergio Samitier (ESP)     | 58.               |
| 127               | Gonzalo Serrano (ESP)     | 59.               |

| Team Jayco AlUla JAY | Team Jayco AlUla JAY   | Team Jayco AlUla JAY |
| -------------------- | ---------------------- | -------------------- |
| Nr                   | Kolarz                 | Miejsce              |
| 131                  | Michael Matthews (AUS) | 1.                   |
| 132                  | Lawson Craddock (USA)  | DNF                  |
| 133                  | Luke Durbridge (AUS)   | DNF                  |
| 134                  | Lucas Hamilton (AUS)   | 114.                 |
| 135                  | Michael Hepburn (AUS)  | DNF                  |
| 136                  | Jan Maas (NED)         | DNF                  |
| 137                  | Simon Yates (GBR)      | 54.                  |

| Arkéa-B&B Hotels ARK | Arkéa-B&B Hotels ARK    | Arkéa-B&B Hotels ARK |
| -------------------- | ----------------------- | -------------------- |
| Nr                   | Kolarz                  | Miejsce              |
| 141                  | Michel Ries (LUX)       | DNF                  |
| 142                  | Ewen Costiou (FRA)      | 84.                  |
| 143                  | Anthony Delaplace (FRA) | 109.                 |
| 144                  | Élie Gesbert (FRA)      | 115.                 |
| 145                  | Matis Louvel (FRA)      | 18.                  |
| 146                  | Clément Venturini (FRA) | 26.                  |
| 147                  | Pierre Thierry (FRA)    | 118.                 |

| Team dsm-firmenich PostNL DFP | Team dsm-firmenich PostNL DFP | Team dsm-firmenich PostNL DFP |
| ----------------------------- | ----------------------------- | ----------------------------- |
| Nr                            | Kolarz                        | Miejsce                       |
| 151                           | Romain Bardet (FRA)           | 90.                           |
| 152                           | Warren Barguil (FRA)          | 80.                           |
| 153                           | Romain Combaud (FRA)          | 129.                          |
| 154                           | Sean Flynn (GBR)              | 33.                           |
| 155                           | Martijn Tusveld (NED)         | DNF                           |
| 156                           | Frank van den Broek (NED)     | 119.                          |
| 157                           | Kevin Vermaerke (USA)         | 39.                           |

| Intermarché-Wanty IWA | Intermarché-Wanty IWA           | Intermarché-Wanty IWA |
| --------------------- | ------------------------------- | --------------------- |
| Nr                    | Kolarz                          | Miejsce               |
| 161                   | Biniam Girmay (ERI)             | 2.                    |
| 162                   | Francesco Busatto (ITA)         | 41.                   |
| 163                   | Alexy Faure Prost (FRA)         | DNF                   |
| 164                   | Lorenzo Rota (ITA)              | 17.                   |
| 165                   | Dion Smith (NZL)                | 94.                   |
| 166                   | Roel van Sintmaartensdijk (NED) | DNF                   |
| 167                   | Georg Zimmermann (GER)          | 60.                   |

| Cofidis COF | Cofidis COF          | Cofidis COF |
| ----------- | -------------------- | ----------- |
| Nr          | Kolarz               | Miejsce     |
| 171         | Bryan Coquard (FRA)  | DNF         |
| 172         | Ion Izagirre (ESP)   | 44.         |
| 173         | Gorka Izagirre (ESP) | DNF         |
| 174         | Nolann Mahoudo (FRA) | 64.         |
| 175         | Anthony Perez (FRA)  | 70.         |
| 176         | Harrison Wood (GBR)  | 62.         |
| 177         | Axel Zingle (FRA)    | 105.        |

| Astana Qazaqstan Team AST | Astana Qazaqstan Team AST | Astana Qazaqstan Team AST |
| ------------------------- | ------------------------- | ------------------------- |
| Nr                        | Kolarz                    | Miejsce                   |
| 181                       | Alberto Bettiol (ITA)     | 20.                       |
| 182                       | Dmitrij Gruzdiew (KAZ)    | DNF                       |
| 183                       | Max Kanter (GER)          | 124.                      |
| 184                       | Michael Mørkøv (DEN)      | 121.                      |
| 185                       | Cees Bol (NED)            | DNF                       |
| 186                       | Rüdiger Selig (GER)       | DNF                       |
| 187                       | Simone Velasco (ITA)      | 66.                       |

| Israel-Premier Tech IPT | Israel-Premier Tech IPT | Israel-Premier Tech IPT |
| ----------------------- | ----------------------- | ----------------------- |
| Nr                      | Kolarz                  | Miejsce                 |
| 191                     | Derek Gee (CAN)         | 110.                    |
| 192                     | Guillaume Boivin (CAN)  | 31.                     |
| 193                     | Jakob Fuglsang (DEN)    | 65.                     |
| 194                     | Hugo Houle (CAN)        | 67.                     |
| 195                     | Krists Neilands (LAT)   | 40.                     |
| 196                     | Corbin Strong (NZL)     | DNF                     |
| 197                     | Stephen Williams (GBR)  | 73.                     |

| Uno-X Mobility UXM | Uno-X Mobility UXM               | Uno-X Mobility UXM |
| ------------------ | -------------------------------- | ------------------ |
| Nr                 | Kolarz                           | Miejsce            |
| 201                | Tobias Halland Johannessen (NOR) | 52.                |
| 202                | Fredrik Dversnes (NOR)           | 97.                |
| 203                | Ådne Holter (NOR)                | 122.               |
| 204                | Jonas Iversby Hvideberg (NOR)    | 99.                |
| 205                | Anders Halland Johannessen (NOR) | 128.               |
| 206                | Anders Skaarseth (NOR)           | 63.                |
| 207                | Markus Hoelgaard (NOR)           | 45.                |

| Tudor Pro Cycling Team TUD | Tudor Pro Cycling Team TUD | Tudor Pro Cycling Team TUD |
| -------------------------- | -------------------------- | -------------------------- |
| Nr                         | Kolarz                     | Miejsce                    |
| 211                        | Marius Mayrhofer (GER)     | 107.                       |
| 212                        | Lucas Eriksson (SWE)       | 127.                       |
| 213                        | Alexander Kamp (DEN)       | 57.                        |
| 214                        | Florian Stork (GER)        | 96.                        |
| 215                        | Yannis Voisard (SUI)       | DNF                        |
| 216                        | Hannes Wilksch (GER)       | 130.                       |
| 217                        | Luc Wirtgen (LUX)          | 126.                       |

| Team Novo Nordisk TNN | Team Novo Nordisk TNN         | Team Novo Nordisk TNN |
| --------------------- | ----------------------------- | --------------------- |
| Nr                    | Kolarz                        | Miejsce               |
| 221                   | Antonio Polga (ITA)           | DNF                   |
| 222                   | Sam Brand (GBR)               | 131.                  |
| 223                   | David Lozano (ESP)            | 98.                   |
| 224                   | Andrea Peron (ITA)            | DNF                   |
| 225                   | Alessandro Perracchione (ITA) | 104.                  |
| 226                   | Filippo Ridolfo (ITA)         | DNF                   |
| 227                   | Logan Phippen (USA)           | DNF                   |

| Kanada CAN | Kanada CAN       | Kanada CAN |
| ---------- | ---------------- | ---------- |
| Nr         | Kolarz           | Miejsce    |
| 231        | Quentin Cowan    | 76.        |
| 232        | Félix Bouchard   | DNF        |
| 233        | Jérôme Gauthier  | DNF        |
| 234        | Félix Hamel      | DNF        |
| 235        | Leonard Peloquin | DNF        |
| 236        | James Piccoli    | DNF        |
| 237        | Jonas Walton     | DNF        |

| Lotto Dstny LTD | Lotto Dstny LTD          | Lotto Dstny LTD |
| --------------- | ------------------------ | --------------- |
| Nr              | Kolarz                   | Miejsce         |
| 1               | Arnaud De Lie (BEL)      | 13.             |
| 2               | Logan Currie (NZL)       | DNF             |
| 3               | Jenno Berckmoes (BEL)    | 51.             |
| 4               | Maxim Van Gils (BEL)     | 53.             |
| 5               | Sébastien Grignard (BEL) | 125.            |
| 6               | Brent Van Moer (BEL)     | 102.            |
| 7               | Florian Vermeersch (BEL) | 101.            |

| UAE Team Emirates UAD | UAE Team Emirates UAD   | UAE Team Emirates UAD |
| --------------------- | ----------------------- | --------------------- |
| Nr                    | Kolarz                  | Miejsce               |
| 11                    | Tadej Pogačar (SLO)     | 7.                    |
| 12                    | Igor Arrieta (ESP)      | DNF                   |
| 13                    | Juan Ayuso (ESP)        | 89.                   |
| 14                    | Finn Fisher-Black (NZL) | DNF                   |
| 15                    | Rafał Majka (POL)       | 123.                  |
| 16                    | Domen Novak (SLO)       | DNF                   |
| 17                    | Tim Wellens (BEL)       | 88.                   |

| Team Visma \| Lease a Bike TVL | Team Visma \| Lease a Bike TVL | Team Visma \| Lease a Bike TVL |
| ------------------------------ | ------------------------------ | ------------------------------ |
| Nr                             | Kolarz                         | Miejsce                        |
| 21                             | Matteo Jorgenson (USA)         | 35.                            |
| 22                             | Tiesj Benoot (BEL)             | 4.                             |
| 23                             | Wilco Kelderman (NED)          | 21.                            |
| 24                             | Bart Lemmen (NED)              | 71.                            |
| 25                             | Per Strand Hagenes (NOR)       | 5.                             |
| 26                             | Jan Tratnik (SLO)              | 72.                            |
| 27                             | Milan Vader (NED)              | 68.                            |

| Ineos Grenadiers IGD | Ineos Grenadiers IGD   | Ineos Grenadiers IGD |
| -------------------- | ---------------------- | -------------------- |
| Nr                   | Kolarz                 | Miejsce              |
| 31                   | Laurens De Plus (BEL)  | 86.                  |
| 32                   | Andrew August (USA)    | 82.                  |
| 33                   | Connor Swift (GBR)     | DNF                  |
| 34                   | Ben Swift (GBR)        | 69.                  |
| 35                   | Michael Leonard (CAN)  | 117.                 |
| 36                   | Artem Shmidt (USA)     | 95.                  |
| 37                   | Magnus Sheffield (USA) | 50.                  |

| Soudal Quick-Step SOQ | Soudal Quick-Step SOQ    | Soudal Quick-Step SOQ |
| --------------------- | ------------------------ | --------------------- |
| Nr                    | Kolarz                   | Miejsce               |
| 41                    | Julian Alaphilippe (FRA) | 81.                   |
| 42                    | Gil Gelders (BEL)        | 78.                   |
| 43                    | Antoine Huby (FRA)       | 106.                  |
| 44                    | Luke Lamperti (USA)      | 11.                   |
| 45                    | Fausto Masnada (ITA)     | 77.                   |
| 46                    | Pieter Serry (BEL)       | DNF                   |
| 47                    | Ilan Van Wilder (BEL)    | 34.                   |

| Lidl-Trek LTK | Lidl-Trek LTK        | Lidl-Trek LTK |
| ------------- | -------------------- | ------------- |
| Nr            | Kolarz               | Miejsce       |
| 51            | Toms Skujiņš (LAT)   | 22.           |
| 52            | Andrea Bagioli (ITA) | 25.           |
| 53            | Julien Bernard (FRA) | 79.           |
| 54            | Patrick Konrad (AUT) | 100.          |
| 55            | Dario Cataldo (ITA)  | DNF           |
| 56            | Bauke Mollema (NED)  | 6.            |
| 57            | Quinn Simmons (USA)  | 24.           |

| Decathlon-AG2R La Mondiale DAT | Decathlon-AG2R La Mondiale DAT | Decathlon-AG2R La Mondiale DAT |
| ------------------------------ | ------------------------------ | ------------------------------ |
| Nr                             | Kolarz                         | Miejsce                        |
| 61                             | Paul Lapeira (FRA)             | 49.                            |
| 62                             | Alex Baudin (FRA)              | 14.                            |
| 63                             | Stan Dewulf (BEL)              | 55.                            |
| 64                             | Dorian Godon (FRA)             | 56.                            |
| 65                             | Dries De Bondt (BEL)           | 93.                            |
| 66                             | Aurélien Paret-Peintre (FRA)   | 46.                            |
| 67                             | Larry Warbasse (USA)           | 47.                            |

| Red Bull-Bora-Hansgrohe RBH | Red Bull-Bora-Hansgrohe RBH | Red Bull-Bora-Hansgrohe RBH |
| --------------------------- | --------------------------- | --------------------------- |
| Nr                          | Kolarz                      | Miejsce                     |
| 71                          | Jai Hindley (AUS)           | 42.                         |
| 72                          | Sergio Higuita (COL)        | 28.                         |
| 73                          | Bob Jungels (LUX)           | 43.                         |
| 74                          | Jonas Koch (GER)            | 48.                         |
| 75                          | Maximilian Schachmann (GER) | 27.                         |
| 76                          | Matteo Sobrero (ITA)        | 87.                         |
| 77                          | Frederik Wandahl (DEN)      | 16.                         |

| Alpecin-Deceuninck ADC | Alpecin-Deceuninck ADC      | Alpecin-Deceuninck ADC |
| ---------------------- | --------------------------- | ---------------------- |
| Nr                     | Kolarz                      | Miejsce                |
| 81                     | Axel Laurance (FRA)         | DNF                    |
| 82                     | Tobias Bayer (AUT)          | 75.                    |
| 83                     | Michael Gogl (AUT)          | 113.                   |
| 84                     | Henri Uhlig (GER)           | 112.                   |
| 85                     | Fabio Van den Bossche (BEL) | 120.                   |
| 86                     | Stan Van Tricht (BEL)       | 91.                    |
| 87                     | Gianni Vermeersch (BEL)     | 12.                    |

| Groupama-FDJ GFC | Groupama-FDJ GFC       | Groupama-FDJ GFC |
| ---------------- | ---------------------- | ---------------- |
| Nr               | Kolarz                 | Miejsce          |
| 91               | Valentin Madouas (FRA) | 36.              |
| 92               | Olivier Le Gac (FRA)   | 85.              |
| 93               | Romain Grégoire (FRA)  | 19.              |
| 94               | Thibaud Gruel (FRA)    | 74.              |
| 95               | Rudy Molard (FRA)      | 3.               |
| 96               | Enzo Paleni (FRA)      | DNF              |
| 97               | Clément Russo (FRA)    | 116.             |

| EF Education-EasyPost EFE | EF Education-EasyPost EFE   | EF Education-EasyPost EFE |
| ------------------------- | --------------------------- | ------------------------- |
| Nr                        | Kolarz                      | Miejsce                   |
| 101                       | Ben Healy (IRL)             | DNF                       |
| 102                       | Mikkel Frølich Honoré (DEN) | 29.                       |
| 103                       | Lukas Nerurkar (GBR)        | 38.                       |
| 104                       | Neilson Powless (USA)       | 8.                        |
| 105                       | Sean Quinn (USA)            | 61.                       |
| 106                       | Stefan de Bod (RSA)         | 108.                      |
| 107                       | Michael Valgren (DEN)       | 111.                      |

| Bahrain Victorious TBV | Bahrain Victorious TBV  | Bahrain Victorious TBV |
| ---------------------- | ----------------------- | ---------------------- |
| Nr                     | Kolarz                  | Miejsce                |
| 111                    | Matej Mohorič (SLO)     | 30.                    |
| 112                    | Nikias Arndt (GER)      | DNF                    |
| 113                    | Pello Bilbao (ESP)      | 9.                     |
| 114                    | Santiago Buitrago (COL) | 83.                    |
| 115                    | Nicolo Buratti (ITA)    | 92.                    |
| 116                    | Matevž Govekar (SLO)    | DNF                    |
| 117                    | Edoardo Zambanini (ITA) | 10.                    |

| Movistar Team MOV | Movistar Team MOV         | Movistar Team MOV |
| ----------------- | ------------------------- | ----------------- |
| Nr                | Kolarz                    | Miejsce           |
| 121               | Alex Aranburu (ESP)       | 37.               |
| 122               | Jon Barrenetxea (ESP)     | 23.               |
| 123               | Iván García Cortina (ESP) | 32.               |
| 124               | Ruben Guerreiro (POR)     | 15.               |
| 125               | Johan Jacobs (SUI)        | 103.              |
| 126               | Sergio Samitier (ESP)     | 58.               |
| 127               | Gonzalo Serrano (ESP)     | 59.               |

| Team Jayco AlUla JAY | Team Jayco AlUla JAY   | Team Jayco AlUla JAY |
| -------------------- | ---------------------- | -------------------- |
| Nr                   | Kolarz                 | Miejsce              |
| 131                  | Michael Matthews (AUS) | 1.                   |
| 132                  | Lawson Craddock (USA)  | DNF                  |
| 133                  | Luke Durbridge (AUS)   | DNF                  |
| 134                  | Lucas Hamilton (AUS)   | 114.                 |
| 135                  | Michael Hepburn (AUS)  | DNF                  |
| 136                  | Jan Maas (NED)         | DNF                  |
| 137                  | Simon Yates (GBR)      | 54.                  |

| Arkéa-B&B Hotels ARK | Arkéa-B&B Hotels ARK    | Arkéa-B&B Hotels ARK |
| -------------------- | ----------------------- | -------------------- |
| Nr                   | Kolarz                  | Miejsce              |
| 141                  | Michel Ries (LUX)       | DNF                  |
| 142                  | Ewen Costiou (FRA)      | 84.                  |
| 143                  | Anthony Delaplace (FRA) | 109.                 |
| 144                  | Élie Gesbert (FRA)      | 115.                 |
| 145                  | Matis Louvel (FRA)      | 18.                  |
| 146                  | Clément Venturini (FRA) | 26.                  |
| 147                  | Pierre Thierry (FRA)    | 118.                 |

| Team dsm-firmenich PostNL DFP | Team dsm-firmenich PostNL DFP | Team dsm-firmenich PostNL DFP |
| ----------------------------- | ----------------------------- | ----------------------------- |
| Nr                            | Kolarz                        | Miejsce                       |
| 151                           | Romain Bardet (FRA)           | 90.                           |
| 152                           | Warren Barguil (FRA)          | 80.                           |
| 153                           | Romain Combaud (FRA)          | 129.                          |
| 154                           | Sean Flynn (GBR)              | 33.                           |
| 155                           | Martijn Tusveld (NED)         | DNF                           |
| 156                           | Frank van den Broek (NED)     | 119.                          |
| 157                           | Kevin Vermaerke (USA)         | 39.                           |

| Intermarché-Wanty IWA | Intermarché-Wanty IWA           | Intermarché-Wanty IWA |
| --------------------- | ------------------------------- | --------------------- |
| Nr                    | Kolarz                          | Miejsce               |
| 161                   | Biniam Girmay (ERI)             | 2.                    |
| 162                   | Francesco Busatto (ITA)         | 41.                   |
| 163                   | Alexy Faure Prost (FRA)         | DNF                   |
| 164                   | Lorenzo Rota (ITA)              | 17.                   |
| 165                   | Dion Smith (NZL)                | 94.                   |
| 166                   | Roel van Sintmaartensdijk (NED) | DNF                   |
| 167                   | Georg Zimmermann (GER)          | 60.                   |

| Cofidis COF | Cofidis COF          | Cofidis COF |
| ----------- | -------------------- | ----------- |
| Nr          | Kolarz               | Miejsce     |
| 171         | Bryan Coquard (FRA)  | DNF         |
| 172         | Ion Izagirre (ESP)   | 44.         |
| 173         | Gorka Izagirre (ESP) | DNF         |
| 174         | Nolann Mahoudo (FRA) | 64.         |
| 175         | Anthony Perez (FRA)  | 70.         |
| 176         | Harrison Wood (GBR)  | 62.         |
| 177         | Axel Zingle (FRA)    | 105.        |

| Astana Qazaqstan Team AST | Astana Qazaqstan Team AST | Astana Qazaqstan Team AST |
| ------------------------- | ------------------------- | ------------------------- |
| Nr                        | Kolarz                    | Miejsce                   |
| 181                       | Alberto Bettiol (ITA)     | 20.                       |
| 182                       | Dmitrij Gruzdiew (KAZ)    | DNF                       |
| 183                       | Max Kanter (GER)          | 124.                      |
| 184                       | Michael Mørkøv (DEN)      | 121.                      |
| 185                       | Cees Bol (NED)            | DNF                       |
| 186                       | Rüdiger Selig (GER)       | DNF                       |
| 187                       | Simone Velasco (ITA)      | 66.                       |

| Israel-Premier Tech IPT | Israel-Premier Tech IPT | Israel-Premier Tech IPT |
| ----------------------- | ----------------------- | ----------------------- |
| Nr                      | Kolarz                  | Miejsce                 |
| 191                     | Derek Gee (CAN)         | 110.                    |
| 192                     | Guillaume Boivin (CAN)  | 31.                     |
| 193                     | Jakob Fuglsang (DEN)    | 65.                     |
| 194                     | Hugo Houle (CAN)        | 67.                     |
| 195                     | Krists Neilands (LAT)   | 40.                     |
| 196                     | Corbin Strong (NZL)     | DNF                     |
| 197                     | Stephen Williams (GBR)  | 73.                     |

| Uno-X Mobility UXM | Uno-X Mobility UXM               | Uno-X Mobility UXM |
| ------------------ | -------------------------------- | ------------------ |
| Nr                 | Kolarz                           | Miejsce            |
| 201                | Tobias Halland Johannessen (NOR) | 52.                |
| 202                | Fredrik Dversnes (NOR)           | 97.                |
| 203                | Ådne Holter (NOR)                | 122.               |
| 204                | Jonas Iversby Hvideberg (NOR)    | 99.                |
| 205                | Anders Halland Johannessen (NOR) | 128.               |
| 206                | Anders Skaarseth (NOR)           | 63.                |
| 207                | Markus Hoelgaard (NOR)           | 45.                |

| Tudor Pro Cycling Team TUD | Tudor Pro Cycling Team TUD | Tudor Pro Cycling Team TUD |
| -------------------------- | -------------------------- | -------------------------- |
| Nr                         | Kolarz                     | Miejsce                    |
| 211                        | Marius Mayrhofer (GER)     | 107.                       |
| 212                        | Lucas Eriksson (SWE)       | 127.                       |
| 213                        | Alexander Kamp (DEN)       | 57.                        |
| 214                        | Florian Stork (GER)        | 96.                        |
| 215                        | Yannis Voisard (SUI)       | DNF                        |
| 216                        | Hannes Wilksch (GER)       | 130.                       |
| 217                        | Luc Wirtgen (LUX)          | 126.                       |

| Team Novo Nordisk TNN | Team Novo Nordisk TNN         | Team Novo Nordisk TNN |
| --------------------- | ----------------------------- | --------------------- |
| Nr                    | Kolarz                        | Miejsce               |
| 221                   | Antonio Polga (ITA)           | DNF                   |
| 222                   | Sam Brand (GBR)               | 131.                  |
| 223                   | David Lozano (ESP)            | 98.                   |
| 224                   | Andrea Peron (ITA)            | DNF                   |
| 225                   | Alessandro Perracchione (ITA) | 104.                  |
| 226                   | Filippo Ridolfo (ITA)         | DNF                   |
| 227                   | Logan Phippen (USA)           | DNF                   |

| Kanada CAN | Kanada CAN       | Kanada CAN |
| ---------- | ---------------- | ---------- |
| Nr         | Kolarz           | Miejsce    |
| 231        | Quentin Cowan    | 76.        |
| 232        | Félix Bouchard   | DNF        |
| 233        | Jérôme Gauthier  | DNF        |
| 234        | Félix Hamel      | DNF        |
| 235        | Leonard Peloquin | DNF        |
| 236        | James Piccoli    | DNF        |
| 237        | Jonas Walton     | DNF        |

Legenda: DNF – nie ukończył, OTL – przekroczył limit czasu, DNS – nie wystartował, DSQ – zdyskwalifikowany.

## Klasyfikacja generalna
| \| Klasyfikacja generalna \| Klasyfikacja generalna \| Klasyfikacja generalna \| Klasyfikacja generalna \| Klasyfikacja generalna \| \| Kolarz \| Kolarz \| Państwo \| Drużyna \| Czas \| \| ---------------------- \| ---------------------- \| ---------------------- \| -------------------------- \| ---------------------- \| \| 1. \| Michael Matthews \| Australia \| Team Jayco AlUla \| 4h 45' 36" \| \| 2. \| Biniam Girmay \| Erytrea \| Intermarché-Wanty \| + 0" \| \| 3. \| Rudy Molard \| Francja \| Groupama-FDJ \| + 0" \| \| 4. \| Tiesj Benoot \| Belgia \| Team Visma \\| Lease a Bike \| + 0" \| \| 5. \| Per Strand Hagenes \| Norwegia \| Team Visma \\| Lease a Bike \| + 0" \| \| 6. \| Bauke Mollema \| Holandia \| Lidl-Trek \| + 0" \| \| 7. \| Tadej Pogačar \| Słowenia \| UAE Team Emirates \| + 0" \| \| 8. \| Neilson Powless \| Stany Zjednoczone \| EF Education-EasyPost \| + 0" \| \| 9. \| Pello Bilbao \| Hiszpania \| Bahrain Victorious \| + 0" \| \| 10. \| Edoardo Zambanini \| Włochy \| Bahrain Victorious \| + 0" \| |                    |                   |                            |            |
| |                    |                   |                            |            |
| Źródło: ProCyclingStats |                    |                   |                            |            |
| Klasyfikacja generalna |                    |                   |                            |            |
| Kolarz | Kolarz             | Państwo           | Drużyna                    | Czas       |
| 1. | Michael Matthews   | Australia         | Team Jayco AlUla           | 4h 45' 36" |
| 2. | Biniam Girmay      | Erytrea           | Intermarché-Wanty          | + 0"       |
| 3. | Rudy Molard        | Francja           | Groupama-FDJ               | + 0"       |
| 4. | Tiesj Benoot       | Belgia            | Team Visma \| Lease a Bike | + 0"       |
| 5. | Per Strand Hagenes | Norwegia          | Team Visma \| Lease a Bike | + 0"       |
| 6. | Bauke Mollema      | Holandia          | Lidl-Trek                  | + 0"       |
| 7. | Tadej Pogačar      | Słowenia          | UAE Team Emirates          | + 0"       |
| 8. | Neilson Powless    | Stany Zjednoczone | EF Education-EasyPost      | + 0"       |
| 9. | Pello Bilbao       | Hiszpania         | Bahrain Victorious         | + 0"       |
| 10. | Edoardo Zambanini  | Włochy            | Bahrain Victorious         | + 0"       |